# Comuna Kneajîkî, Rujîn
Kneajîkî (în ucraineană Княжиківська сільська рада) este o comună în raionul Rujîn, regiunea Jîtomîr, Ucraina, formată din satele Kneajîkî (reședința) și Sahnî.

## Demografie
Componența lingvistică a comunei Kneajîkî
     Ucraineană (99,63%)
     Alte limbi (0,37%)
Conform recensământului din 2001, majoritatea populației comunei Kneajîkî era vorbitoare de ucraineană (99,63%), existând în minoritate și vorbitori de alte limbi.